# Ministro del Ambiente del Perú
El Ministro del Ambiente del Perú es el encargado oficial del Ministerio del Ambiente. El actual titular del cargo es Juan Castro Vargas.

## Historia
El cargo fue creado el 14 de mayo del 2008 y su primer titular fue el ecologista Antonio Brack Egg, quien juramentó el 16 de mayo del mismo año, durante la realización de la V Cumbre América Latina, el Caribe y la Unión Europea realizada en Lima. El diario El Comercio de Lima, informó el 16 de mayo sobre el nombramiento del ministro Brack de esta manera:

«Después de dos días de promulgar el decreto legislativo por el cual el Gobierno creó el Ministerio del Ambiente, el presidente Alan García confirmó que será el ecólogo Antonio Brack quien se encargará de esta cartera. "Estoy honrado de que el señor Antonio Brack haya aceptado ser ministro y tendrá todo mi respaldo y apoyo, para hacer lo que deba hacerse en defensa del medio ambiente", dijo en Palacio de Gobierno, durante una conferencia conjunta con la canciller alemana, Angela Merkel, a quien comprometió para que el Ministerio del Medio Ambiente de su país colaborara con el desarrollo y la formación del futuro Ministerio del Ambiente peruano.»
El Comercio.

Ese mismo día, Brack juramentó como el primer ministro de la Cartera del Medio Ambiente.

## Lista de Ministros del Ambiente
| Imagen                                   | Ministro                      | Partido       | Periodo                                           | Presidente                                     |
| ---------------------------------------- | ----------------------------- | ------------- | ------------------------------------------------- | ---------------------------------------------- |
|                                          | Antonio Brack Egg             | Independiente | 16 de mayo del 2008 - 28 de julio de 2011         | Alan García                                    |
|                                          | Ricardo Giesecke Sara-Lafosse | Independiente | 28 de julio de 2011 - 10 de diciembre de 2011     | Ollanta Humala                                 |
|                                          | Manuel Pulgar Vidal Otálora   | Independiente | 11 de diciembre de 2011 - 28 de julio de 2016     | Ollanta Humala                                 |
|                                          | Elsa Galarza Contreras        | Independiente | 28 de julio del 2016 - 23 de marzo de 2018        | Pedro Pablo Kuczynski                          |
| 23 de marzo de 2018 - 2 de abril de 2018 | Elsa Galarza Contreras        | Independiente | Martín Vizcarra                                   |                                                |
|                                          | Fabiola Muñoz Dodero          | Independiente | Martín Vizcarra                                   | 2 de marzo de 2018 - 11 de marzo de 2019       |
|                                          | Lucía Ruiz Ostoic             | Independiente | Martín Vizcarra                                   | 11 de marzo de 2019 - 30 de septiembre de 2019 |
|                                          | Fabiola Muñoz Dodero          | Independiente | Martín Vizcarra                                   | 3 de octubre de 2019 - 15 de julio de 2020     |
|                                          | Kirla Echegaray Alfaro        | Independiente | Martín Vizcarra                                   | 15 de julio de 2020 - 10 de noviembre de 2020  |
|                                          | Lizzet Rojas Sánchez          | Independiente | 12 de noviembre de 2020 - 17 de noviembre de 2020 | Manuel Merino                                  |
|                                          | Gabriel Quijandría Acosta     | Independiente | 18 de noviembre de 2020 - 28 de julio de 2021     | Francisco Sagasti                              |
|                                          | Rubén Ramírez Mateo           | Perú Libre    | 29 de julio de 2021 - 1 de febrero de 2022        | Pedro Castillo                                 |
|                                          | Wilber Supo Quisocala         | Perú Libre    | 1 de febrero de 2022 - 8 de febrero de 2022       | Pedro Castillo                                 |
|                                          | Modesto Montoya               | Independiente | 8 de febrero de 2022 - 24 de agosto de 2022       | Pedro Castillo                                 |
|                                          | Wilbert Rozas Beltrán         | Independiente | 24 de agosto de 2022 - 7 de diciembre de 2022     | Pedro Castillo                                 |
|                                          | Albina Ruiz Ríos              | Independiente | 10 de diciembre de 2022 - 13 de febrero de 2024   | Dina Boluarte                                  |
|                                          | Juan Castro Vargas            |               | Desde el 13 de febrero de 2024                    | Dina Boluarte                                  |